# Dermatomya mactroides
Dermatomya mactroides är en musselart som först beskrevs av Dall 1889.  Dermatomya mactroides ingår i släktet Dermatomya och familjen Poromyidae. Inga underarter finns listade i Catalogue of Life.